# Емил Станчев
 Тази статия е за българския офицер.  За машинния инженер вижте Емил Станчев (инженер).  
Емил Станчев Евтимов е български офицер, контраадмирал (генерал-майор).

## Биография
Роден е на 21 август 1931 г. в Шумен. През 1953 г. завършва випуск „Вапцаровски“ на Висшето военноморско училище във Варна. Започва службата си в дивизион „Торпедни катери“. Бил е началник-щаб на 10-а бригада ракетни и торпедни катери в Созопол, а след това е командир на бригадата. В периода 1976 – 1982 г. е началник на Висшето военноморско училище. В училището води лекции по „Тактика на ВМФ“ и „Бойно използване на ракетното оръжие“. От 1982 г. е заместник-командващ по тила, техниката и въоръжението на Военноморския флот. Остава на този пост до 1988 г. Умира на 25 март 2014 г. във Варна.